# Becca Fitzpatrick
Becca Fitzpatrick (nascida a 3 de fevereiro de 1979) é uma escritora americana.
Cresceu em Centerville, no Utah, e licenciou-se em abril de 2001 pela Universidade Brigham Young. Trabalhou como secretária e professora.
Em fevereiro de 2003 o seu marido, um nativo de Filadélfia, inscreveu-a numa aula de escrita para o seu vigésimo quarto aniversário. E terá sido nessa aula que ela teria começado a escrever Hush, Hush

## Obras

### Coleção Hush, Hush
- Hush, Hush - no original Hush, Hush (2009).
- Crescendo - no original Crescendo (2010)
- Silêncio - no original Silence (2011)
- Finale (2012)

### Outros livros
- Perigo Irresistível / Black Ice  (2015)
- Dangerous Lies
- All Good Things Come to an End
- Kiss Me Deadly: 13 Tales of Paranormal Love - Uma compilação de 13 pequenas histórias escritas por diferentes autores: Fitzpatrick, Caitlin Kittredge, Karen Mahoney, Justine Musk, Daniel Marks, Diana Peterfreund, Sarah Rees Brennan, Michelle Rowen, Carrie Ryan, Maggie Stiefvater, Rachel Vincent, Daniel Waters e Michelle Zink.